# 漆树坝镇
漆树坝镇，是中华人民共和国陕西省汉中市勉县下辖的一个乡镇级行政单位。

## 行政区划
漆树坝镇下辖以下地区：
漆树坝村、张家桥村、漂草沟村、唐家坝村、石梯沟村和干水磨村。